# Mesa (Arizona)
Mesa è una città della contea di Maricopa, nello Stato dell'Arizona. Si tratta di un sobborgo situato a circa 20 miglia (32 km) ad est di Phoenix. Mesa è la città centrale della sezione East Valley dell'area metropolitana di Phoenix. Confina a ovest con Tempe, la comunità indiana di Salt River Pima-Maricopa a nord, Chandler e Gilbert a sud insieme a Queen Creek e Apache Junction a est.
Mesa è la terza città più grande dell'Arizona, dopo Phoenix e Tucson, ed è la 36ª città più grande degli Stati Uniti. La città ospita 508 958 abitanti a partire dal 2018 secondo il Census Bureau. Mesa è sede di numerose strutture di istruzione superiore tra cui il campus politecnico dell'Arizona State University.

## Geografia fisica
Secondo lo United States Census Bureau, ha un'area totale di 133,13 mi² (344,81 km²).

## Storia
Anticamente popolata dagli indiani Hohokam, stanziali e dediti all'orticoltura, è oggi un importante centro agricolo e commerciale: l'insediamento moderno venne fondato nel 1878 da una comunità di mormoni, che sfruttarono gli antichi canali per l'irrigazione scavati dai nativi.

## Infrastrutture e trasporti
La città è servita dall'Aeroporto di Phoenix-Mesa Gateway.

## Società

### Evoluzione demografica
Secondo il censimento del 2010, la popolazione era di 439 041 abitanti.
Al 2018 la città conta 508 958 abitanti.

### Etnie e minoranze straniere
Secondo il censimento del 2010, la composizione etnica della città era formata dal 77,1% di bianchi, il 3,5% di afroamericani, il 2,4% di nativi americani, l'1,9% di asiatici, lo 0,4% di oceaniani, il 5,8% di altre razze, e il 3,4% di due o più etnie. Ispanici o latinos di qualunque razza erano il 26,5% della popolazione.